# U 245
U 245 war ein deutsches U-Boot des Typs VII C, welches von der Kriegsmarine des Deutschen Reiches während des Zweiten Weltkriegs eingesetzt wurde. Das U-Boot wurde am 10. November 1942 in der Friedrich Krupp Germaniawerft bei der Stadt Kiel als Nummer 679 auf Kiel gelegt, trug die Feldpostnummer M-52094 und ist ein U-Boot-Modell der Serie U 233 bis U 250. Der Stapellauf erfolgte am 25. November 1943, und am 18. Dezember 1943 wurde U 245 unter dem Kommando von Kapitänleutnant Friedrich Schumann-Hindenberg in Dienst gestellt.
Während drei Unternehmungen versenkte das Boot drei Schiffe mit insgesamt 17.087 Bruttoregistertonnen.
Es ergab sich im Mai 1945 den Alliierten.

## Design
Typ VII C U-Boote haben eine größere Gesamtlänge als deren Vorgänger, Typ VII B U-Boote. U 245 hatte aufgetaucht ein Gewicht von 769 t und getaucht 871 t. Es hatte eine Gesamtlänge von 67,1 m, eine Druckkörperlänge von 50,5 m, eine Schiffsbreite von 6,2 m, eine Höhe von 9,6 m sowie einen Tiefgang von 4,74 m. Das U-Boot wurde für die Fahrt über Wasser von zwei Viertakt-Sechszylinder-Dieselmotoren vom Typ Germaniawerft F46 angetrieben, welche insgesamt zwischen 2.800 und 3.200 PS (2.060–2.350 kW) erzeugten. Für Unterwasserfahrten wurden zwei elektrische Motoren des Typs AEG GU 460/8-27 genutzt, welche zusammen 750 PS (550 kW) leisteten. Das U-Boot hatte zwei Antriebswellen sowie 2 Propeller mit einem  Durchmesser von jeweils 1,23 m.
U 245 hatte eine maximale Oberflächengeschwindigkeit von 17,7 Knoten (32,8 km/h) und eine maximale Unterwassergeschwindigkeit von 7,6 Knoten (14,1 km/h). Getaucht konnte das U-Boot 80 nautische Meilen (150 km) bei 4 Knoten (7,4 km/h) zurücklegen. An der Wasseroberfläche war es in der Lage, 8.500 nautische Meilen (15.700 km) bei 10 Knoten (19 km/h) zu erreichen. Das U-Boot war ausgestattet mit fünf 53,3 cm Torpedorohren (vier am Bug und eines am Heck), 14 Torpedos, einer 8,8 cm SK C/35 Schiffskanone, 220 Schuss sowie einer Flugabwehrkanone. Die Besatzung bestand aus 44 bis 60 Personen.

## Einsatzgeschichte
Nach Übungen mit der 5. U-Flottille als Ausbildungsboot in Kiel wurde U 245 zur 3. U-Flottille am 1. August 1944 zum Dienst an der Front beordert. Am 1. Oktober 1944 wurde es der 33. U-Flottille zugewiesen.

### Erste Verlegung
U 245, unter dem Kommando von Kapitänleutnant Friedrich Schumann-Hindenberg, verlegte zusammen mit weiteren U-Booten der Kriegsmarine (U 482, U 979, U 1223 und U 680) von Kiel nach Horten. Das Boot führte dort bei der AGRU-Front Schnorchelübungen im Oslofjord durch.

### Erste Unternehmung
Nach der Verlegungsfahrt von Kiel nach Horten begann der erste Einsatz mit der Abreise des Bootes aus Horten am 14. August 1944. Nach Brennstoff- und Proviantergänzung in Kristiansand und weiteren Ergänzungen in Bergen operierte U 245 als Wetterboot im Nordatlantik. Dabei konnte es keine Schiffe versenken oder beschädigen. U 245 erreichte den Atlantischen Ozean, nachdem es die Meerenge zwischen Island und den Färöer-Inseln passiert hatte. Am 30. September 1944 wurde das Boot von einem Consolidated-PBY-„Catalina“-Seeaufklärungsflugzeug angegriffen, doch es trug keine Verluste und keinen Schaden davon. Auf dem Rückmarsch ging es über Flekkefjord (Luftgefahr) nach Marviken. Nach 71 Tagen und zurückgelegten 3.261 nautischen Meilen über und 3.195 nautischen Meilen unter Wasser lief U 245 am 24. Oktober 1944 in Marviken ein.

### Zweite Verlegung
U 245 verlegte zusammen mit U 518, U 534 und U 714 von Marviken nach Flensburg. Im November und Dezember 1944 kam es zu einer Grundüberholung des Bootes, erst in Kiel und später – wegen der ständigen Luftangriffe – in Schwerin.

### Dritte Verlegung
Das Boot verlegte daraufhin von Kiel nach Helgoland. Dort erfolgte im U-Bootbunker die Restausrüstung zur nächsten Unternehmung.

### Zweite Unternehmung
U 245 lief am 13. Januar 1945 von Helgoland aus. Nach dem Befehlsempfang in Kalundborg operierte das Boot in der Nordsee, südöstlich von North Foreland (England) bei South Falls. Am 5. Februar 1945 versenkte U 245 das amerikanische Schiff Henry B. Plant circa 17 Seemeilen östlich von Ramsgate. Ein weiteres Schiff, die niederländische Liseta, wurde am 15. Februar 1945 so schwer beschädigt, dass das Schiff als Totalverlust galt. Bei dieser Unternehmung versenkte U 245 7.240 BRT.

### Dritte Unternehmung
Das Boot lief am 6. April 1945 von Wilhelmshaven aus. Nach Ergänzungen auf Helgoland operierte das Boot in der Nordsee, südöstlich von England und den North Forelands. Es versenkte das Britische Schiff Filleigh sowie die Karmt, ein norwegisches Frachtschiff, circa 10 Seemeilen östlich von North Foreland in Kent. Insgesamt versenkte U-245 bei dieser Unternehmung 9.847 BRT. Nach 33 Tagen lief U 245 in Bergen ein.

### Verlust des U-Bootes
U 245 ergab sich am 9. Mai 1945 und wurde über Scapa Flow nach Loch Ryan für Operation Deadlight überführt. Sechs Monate später, am 7. Dezember 1945, wurde das Boot versenkt, nachdem die Schlepperverbindung zur HMS Enchanter getrennt worden war.

## Zusammenfassung von Versenkungen
| Datum           | Schiffsname    | Nationalität           | Bruttoregistertonnen | Schicksal |
| --------------- | -------------- | ---------------------- | -------------------- | --------- |
| 5. Februar 1945 | Henry B. Plant | Vereinigte Staaten     | 7.240                | Versenkt  |
| 18. April 1945  | Filleigh       | Vereinigtes Königreich | 4.856                | Versenkt  |
| 18. April 1945  | Karmt          | Norwegen               | 4.991                | Versenkt  |